# Zecchino d'Oro 1976 (prima edizione)
Il diciottesimo Zecchino d'Oro si è svolto a Bologna dal 17 al 19 marzo 1976. È stato presentato da Cino Tortorella.
Per la prima volta partecipano alla rassegna anche canzoni non italiane (il numero di canzoni passa da 12 a 14, metà italiane e metà straniere), e vengono assegnati gli zecchini d'argento alla miglior canzone italiana e alla miglior canzone straniera, nel corso di due semifinali. Questa formula prese parte fino al 2007 (50 edizione).
Questa edizione è l'ultima ad andare trasmessa prima della scadenza di settembre ed è anche l'ultima in bianco e nero. Tutte le edizioni successive saranno a colori e andranno in onda nel mese di novembre.

## Brani in gara
- Big Jim (Big Jim)  ( Regno Unito) (Testo: Meks/Traduzione: Vezio Melegari/Musica: Radcliffe - Crotty) - Patrick Robertson
- Guglielmo il castoro (Hup daar is Willem) ( Paesi Bassi) (Testo: L. Valkenier/Testo italiano: Umberto Napolitano/Musica: R. Bos) - Nynke Djoke Hielkema
- Il musichito (El Musiquito) ( Venezuela) (Testo: Angela Denia Tarenzi/Testo italiano: Luciano Sterpellone/Musica: Aldemaro Romero) - Nicole Maureen Frisk e Alexander Pisa
- Il pirata Gambamossia (Testo: Franco Spadavecchia/Musica: Sergio Chiesa) - Massimo Scagliarini e Rino Valeriani
- La Teresina (Testo: Carlo Ermanno Trapani/Musica: Giordano Bruno Martelli) - Francesca Bernardi e Antonio Marchesini
- Mamma tutto (Maman bonheur) ( Francia) (Testo: J. Broussolie/Testo italiano: Alberto Testa/Musica: J. Kluger) - Natale Shura
- Padre nostro che sei dappertutto (Testo: Alberto Testa/Musica: Gualtiero Malgoni) - Sofia Aricò e Francesca Degasperi
- Quattrocentocinquanta bottoni (Testo: Maurizio Seymandi/Musica: Arrigo Amadesi, Renato Martini) - Andrea Palmiotti
- Se manca pane e vino cosa fai? (Testo: Giuliano Taddei/Musica: Lorenzo Pilat) - Angelo Romano e Anna Maria Sandroni
- Sette note per una favoletta (Testo: Carlo Ermanno Trapani/Musica: Sandro Giacobbe) - Chiara Oggioni Tiepolo
- Show nella foresta (Testo: Ferdinando Pacella/Musica: Gianluigi Guarnieri, Memo Remigi) -  Simone Pireddu e Maria Soli (Maria Sole Tognazzi)
- Teru terubozu (てるてる坊主) ( Giappone) (Testo: Kjoson Asahara/Testo italiano: Franco Maresca/Musica: Sinpei Nakajama) - Jun Aguni (粟国 淳)
- Ticche ticche tacche (Тике тике тачке) ( Jugoslavia) (Testo: Đorđe Novković/Testo italiano: Luciano Beretta/Musica: Đorđe Novković) - Ana Stambuck Armaroli
- Vento venticello (Ты лети, ветерок) ( Unione Sovietica) (Testo: A. Prishelets/Testo italiano: Vito Pallavicini/Musica: V. Loktev) - Eduard Rubin (Эдуард Рубин)

## Curiosità
- Maria Sole Tognazzi è la figlia dell'attore e regista cinematografico Ugo Tognazzi; quando partecipò allo Zecchino, Cino Tortorella la presentò come Maria Sole per evitare favoritismi. Lei al giorno d'oggi ha seguito le orme del padre ed è diventata attrice e regista cinematografica.
- Da questa edizione e fino al 2016 lo Zecchino d'Oro era internazionale.
- In entrambe le edizioni del 1976 ci sono anche canzoni di Paesi oggi non più esistenti: URSS, Cecoslovacchia, Jugoslavia.